# Saski Baskonia 2009-2010
Questa voce raccoglie le informazioni riguardanti il Saski Baskonia nelle competizioni ufficiali della stagione 2009-2010.

## Stagione
La stagione 2009-2010 del Saski Baskonia è la 37ª nel massimo campionato spagnolo di pallacanestro, la Liga ACB.
Ad ottobre Brad Oleson ottiene il passaporto spagnolo, diventando così naturalizzato per la Liga ACB.

## Roster
Aggiornato al 18 novembre 2021.
| Caja Laboral Baskonia 2009-10 | Caja Laboral Baskonia 2009-10 |
| Giocatori                     | Staff tecnico                 |
| ----------------------------- | ----------------------------- |

| N. | Naz.                                       | Ruolo | Nome                  | Anno | Alt.   | Peso   |  |
| -- | ------------------------------------------ | ----- | --------------------- | ---- | ------ | ------ |  |
| 4  | Spagna (bandiera)                          | G     | Pau Ribas             | 1987 | 194 cm | 92 kg  |  |
| 5  | Serbia (bandiera)                          | A     | Vladimir Micov        | 1985 | 203 cm | 96 kg  |  |
| 5  | Stati Uniti (bandiera)                     | G     | Taquan Dean           | 1983 | 193 cm | 90 kg  |  |
| 5  | Stati Uniti (bandiera) · Belize (bandiera) | P     | Milt Palacio          | 1978 | 192 cm | 88 kg  |  |
| 6  | Stati Uniti (bandiera)                     | G     | Chris Lofton          | 1986 | 188 cm | 88 kg  |  |
| 7  | Spagna (bandiera)                          | AC    | Jon Uriarte           | 1985 | 201 cm |        |  |
| 7  | Stati Uniti (bandiera)                     | P     | Sean Singletary       | 1985 | 183 cm | 83 kg  |  |
| 9  | Brasile (bandiera) · Italia (bandiera)     | P     | Marcelinho Huertas    | 1983 | 191 cm | 85 kg  |  |
| 11 | Israele (bandiera)                         | A     | Lior Eliyahu          | 1985 | 206 cm | 102 kg |  |
| 12 | Bosnia ed Erzegovina (bandiera)            | AG    | Mirza Teletović       | 1985 | 206 cm | 111 kg |  |
| 19 | Spagna (bandiera)                          | AP    | Fernando San Emeterio | 1984 | 199 cm | 100 kg |  |
| 21 | Brasile (bandiera) · Spagna (bandiera)     | C     | Tiago Splitter (C)    | 1985 | 212 cm | 111 kg |  |
| 22 | Montenegro (bandiera)                      | C     | Vladimir Golubović    | 1986 | 212 cm | 115 kg |  |
| 23 | Canada (bandiera)                          | G     | Carl English          | 1981 | 196 cm | 93 kg  |  |
| 24 | Stati Uniti (bandiera) · Spagna (bandiera) | G     | Brad Oleson           | 1983 | 191 cm | 88 kg  |  |
| 25 | Spagna (bandiera)                          | AC    | Martín Buesa          | 1988 | 202 cm |        |  |
| 35 | Argentina (bandiera) · Spagna (bandiera)   | A     | Wálter Herrmann       | 1979 | 206 cm | 102 kg |  |
| 42 | Croazia (bandiera)                         | C     | Stanko Barać          | 1986 | 217 cm | 111 kg |  |

| Allenatore                                                                      |
| - Duško Ivanović                                                                |
| Assistente/i                                                                    |
| - David Gil - Ibon Navarro Legenda - (C) Capitano - (IN) Inattivo - Infortunato |

## Mercato

### Sessione estiva
| Acquisti | Acquisti           | Acquisti           | Acquisti      | Acquisti |
| R.a      | Nome               | da                 | Modalità      |          |
| -------- | ------------------ | ------------------ | ------------- | -------- |
| G        | Pau Ribas          | Joventut Badalona  | definitivo    |          |
| P        | Marcelinho Huertas | Fortitudo Bologna  | definitivo    |          |
| A        | Lior Eliyahu       | Maccabi Tel Aviv   | definitivo    |          |
| G        | Carl English       | Gran Canaria       | definitivo    |          |
| PG       | Matías Nocedal     | Vic                | fine prestito |          |
| A        | Vladimir Micov     | Paniōnios          | definitivo    |          |
| AC       | Martín Buesa       | Fundación Baskonia | fine prestito |          |
| G        | Brad Oleson        | Real Madrid        | scambio       |          |
| A        | Wálter Herrmann    | Detroit Pistons    | definitivo    |          |
| AC       | Jon Uriarte        | Coinga             | definitivo    |          |
| PG       | Devon van Oostrum  | Sheffield Sharks   | definitivo    |          |

| Cessioni | Cessioni          | Cessioni           | Cessioni       | Cessioni |
| R.       | Nome              | a                  | Modalità       |          |
| -------- | ----------------- | ------------------ | -------------- | -------- |
| P        | Vlado Ilievski    | Olimpija Lubiana   | fine prestito  |          |
| AG       | Víctor Baldo      | Valladolid         | fine contratto |          |
| P        | Pablo Prigioni    | Real Madrid        | scambio        |          |
| AP       | Ariel Eslava      | Huracanes Tampico  | fine contratto |          |
| G        | Igor Rakočević    | Efes Pilsen        | fine contratto |          |
| P        | John Lucas        | Shanghai Sharks    | fine contratto |          |
| AP       | Pete Mickeal      | Barcellona         | fine contratto |          |
| GA       | Sergi Vidal       | Real Madrid        | scambio        |          |
| PG       | Matías Nocedal    | Ourense            | prestito       |          |
| C        | Will McDonald     | Gran Canaria       | fine contratto |          |
| PG       | Devon van Oostrum | Fundación Baskonia | prestito       |          |

### Dopo l'inizio della stagione
| Acquisti | Acquisti           | Acquisti         | Acquisti         | Acquisti   |
| R.       | Nome               | da               | Data             | Modalità   |
| -------- | ------------------ | ---------------- | ---------------- | ---------- |
| G        | Chris Lofton       | Free agent       | ottobre 2009     | definitivo |
| P        | Sean Singletary    | Free agent       | 10 novembre 2009 | definitivo |
| G        | Taquan Dean        | Málaga           | 24 gennaio 2010  | definitivo |
| C        | Vladimir Golubović | Olimpija Lubiana | febbraio 2010    | definitivo |
| P        | Milt Palacio       | Kavala           | maggio 2010      | definitivo |

| Cessioni | Cessioni        | Cessioni   | Cessioni         | Cessioni       |
| R.       | Nome            | a          | Data             | Modalità       |
| -------- | --------------- | ---------- | ---------------- | -------------- |
| G        | Chris Lofton    | Free agent | novembre 2009    | rescissione    |
| A        | Vladimir Micov  | Free agent | dicembre 2009    | fine contratto |
| G        | Taquan Dean     | Free agent | 23 febbraio 2010 | rescissione    |
| P        | Sean Singletary | Free agent | maggio 2010      | rescissione    |